# الیزابت فریزر (هنرپیشه)
الیزابت فریزر (انگلیسی: Elisabeth Fraser Jonker؛ ۸ ژانویهٔ ۱۹۲۰ – ۵ مهٔ ۲۰۰۵) یک هنرپیشه اهل ایالات متحده آمریکا بود. وی بین سال‌های ۱۹۴۱ تا ۱۹۸۰ میلادی فعالیت می‌کرد.

## بخشی از فیلمشناسی
از فیلم‌ها یا برنامه‌های تلویزیونی که وی در آن نقش داشته‌است می‌توان به آثار زیر اشاره کرد.
- یک پا در بهشت (۱۹۴۱)
- همه پسران من (۱۹۴۸)
- روزانا مک‌کوی (۱۹۴۹)
- چنان بزرگ (۱۹۵۳)
- الاکلنگ دونفره (۱۹۶۲)
- تکه‌ای آبی (۱۹۶۵)
- دومی‌ها (فیلم) (۱۹۶۶)
- فارغ‌التحصیل (۱۹۶۷)